# Odilon Barrot
Camille Hyacinthe Odilon Barrot (n. 19 de Setembro de 1791, Villefort - f. 6 de Agosto de 1873 ) foi um político francês. Ocupou o cargo de primeiro-ministro da França, entre 20 de Dezembro de 1848 a 31 de Outubro de 1849.